# Lygropia fulvescens
Lygropia fulvescens là một loài bướm đêm trong họ Crambidae.